# Аэропорт Мира Шигадзе
Аэропорт Мира Шигадзе (кит. упр. 日喀则和平机场, пиньинь Rìkāzé Hépíng Jīchǎng, палл. Жикацзе Хэпин Цзичан, англ. Xigazê Peace Airport) — аэропорт городского округа Шигадзе, Тибетский автономный район. Аэропорт находится на высоте 3782 метров над уровнем моря; взлётно-посадочная полоса является одной из самых длинных в мире — 5000 метров (это необходимо из-за разрежённости воздуха).
Аэропорт находится в посёлке Цзяндан на расстоянии 43 км от Самджубдзе. Аэропорт используется как в качестве военного, так и в качестве гражданского. Это один из самых высокогорных аэропортов в мире.
Строительство началось в 1968 году и завершено в 1973 году, но до 2010 года аэропорт использовался исключительно как военный. Расширение аэропорта обошлось в 532 млн юаней, 30 октября 2010 он открылся как пятый в Тибете гражданский аэропорт.

## Особенности
Взлётно-посадочная полоса аэропорта длиной в 5000 метров с 60-метровым асфальтовым покрытием у каждого конца. Аэровокзал занимает площадь 4500 м². К 2020 году поток пассажиров должен был увеличиться до 230 тысяч в год, а грузооборот до 1150 тонн.